# Valle El Dorado
El valle El Dorado (en inglés: El Dorado Valley o bien Eldorado Valley)  es un valle de la llamada «Gran Cuenca» (o Great Basin) en el desierto de Mojave al sureste de Las Vegas y también al suroeste de la ciudad de Boulder, en el estado de Nevada al oeste de Estados Unidos. El valle es endorreico, y contiene el lago seco Eldorado o El Dorado. La Gran Cuenca, tiene diversas formaciones en el norte, noreste, este y al sur del valle, ya que se encuentra en el este de la cordillera McCullough, un macizo de la Gran Cuenca, en la divisoria de la Gran Cuenca en su término norte y en su extremo sur.